# Alberto Bonzani
Alberto Bonzani (Rimini, 1º febbraio 1872 – Bologna, 27 aprile 1935) è stato un militare e politico italiano.
Fu Sottosegretario di Stato all'Aeronautica e Capo di Stato maggiore del Regio esercito.

## Biografia
Militare di carriera, dopo l'accademia militare di Torino (poi Accademia militare di Modena) nella quale entra il 17 ottobre 1889, frequenta la Scuola di Applicazione di Artiglieria e Genio dall'11 settembre 1892 come Sottotenente, dal 7 agosto 1894 promosso Tenente nel 26º Reggimento Artiglieria, dal 1º luglio 1895 nella 10ª Brigata da costa di Genova, prese parte dal 12 marzo 1896 alla Guerra di Abissinia partendo il 17 marzo e rientrando con l'11ª Brigata da costa il 4 giugno. 
Il 27 ottobre 1898 va nella 7ª Brigata da fortezza, il 15 agosto 1901 nel 18º Reggimento Artiglieria ed il 1º maggio 1902 va nel VI Corpo d'armata
Promosso Capitano dal 29 dicembre 1904 nel 17º Reggimento artiglieria da campagna, dal 19 settembre 1907 alla Scuola di Guerra, parte il 12 agosto 1913 da Siracusa per la Campagna di Libia (1913-1921) dopo la guerra italo-turca, dall'11 febbraio 1915 promosso Maggiore nel 25º Reggimento artiglieria da campagna, rientra a Siracusa il 9 marzo 1915, il 23 maggio è in zona di guerra, il 23 settembre 1915 è promosso Tenente Colonnello, dal 5 novembre 1916 Colonnello e nel settembre 1917 è decorato della medaglia d'argento al valor militare.
Il 20 giugno 1918 venne promosso Brigadiere Generale e Maggiore Generale per merito di guerra nel luglio 1918. Dal 1º luglio 1920 comandò la 1ª Divisione di fanteria di Torino.
Dal 1º febbraio 1923 fu promosso Generale di Divisione.
Vicecommissario al Commissariato per l'aeronautica dal 10 luglio 1924 al 14 maggio 1925, divenne Sottosegretario di Stato al Ministero dell'aeronautica nel governo Mussolini dal 14 maggio 1925 al 6 novembre 1926.
Nel giugno 1926 fu nominato senatore del Regno.
Generale di corpo d'armata nel 1928, fu Capo di Stato maggiore del Regio esercito dal 4 febbraio 1929 al 1º ottobre 1934.